# Ulvik
Ulvik ist eine Heradskommune im norwegischen Fylke Vestland.

## Geografie

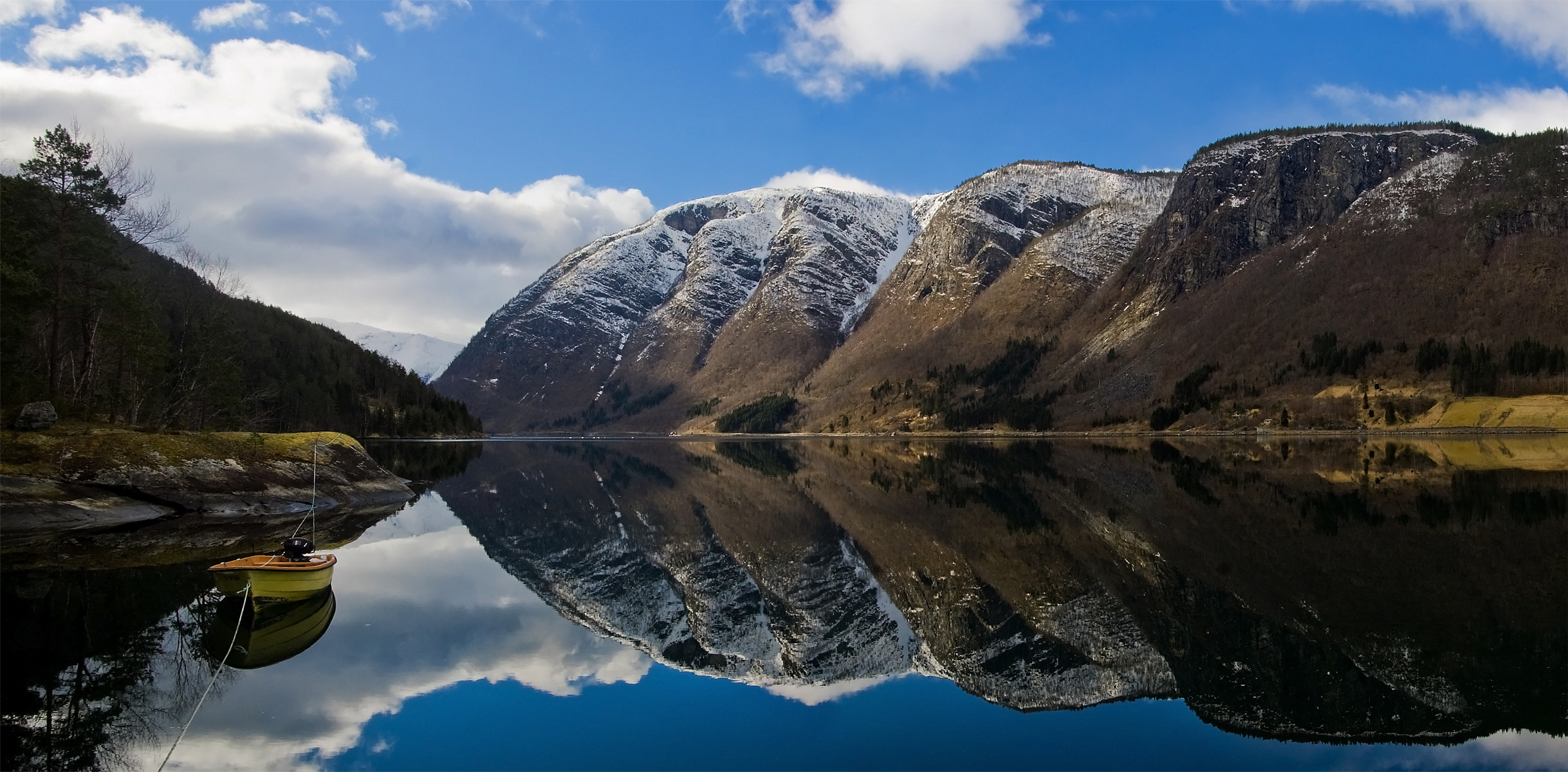
Ulvikfjord

Die Kommune liegt in der Landschaft Hardanger. Sie grenzt im Westen an die Kommune Voss, im Norden an Aurland, im Osten an Hol (Fylke Buskerud), im Süden an Eidfjord und im Südwesten an Ullensvang. Sie umgibt die nördlichsten Arme des Hardangerfjordes, den Osafjord und den Ulvikfjord und erstreckt sich weit in die Hardangervidda, so dass der nördlichste Teil des Hardangerjøkulen und die westlichsten Teile von Hallingskarvet, Finse und Hallingskeid, innerhalb der Kommune liegen.

## Verwaltung und Wirtschaft

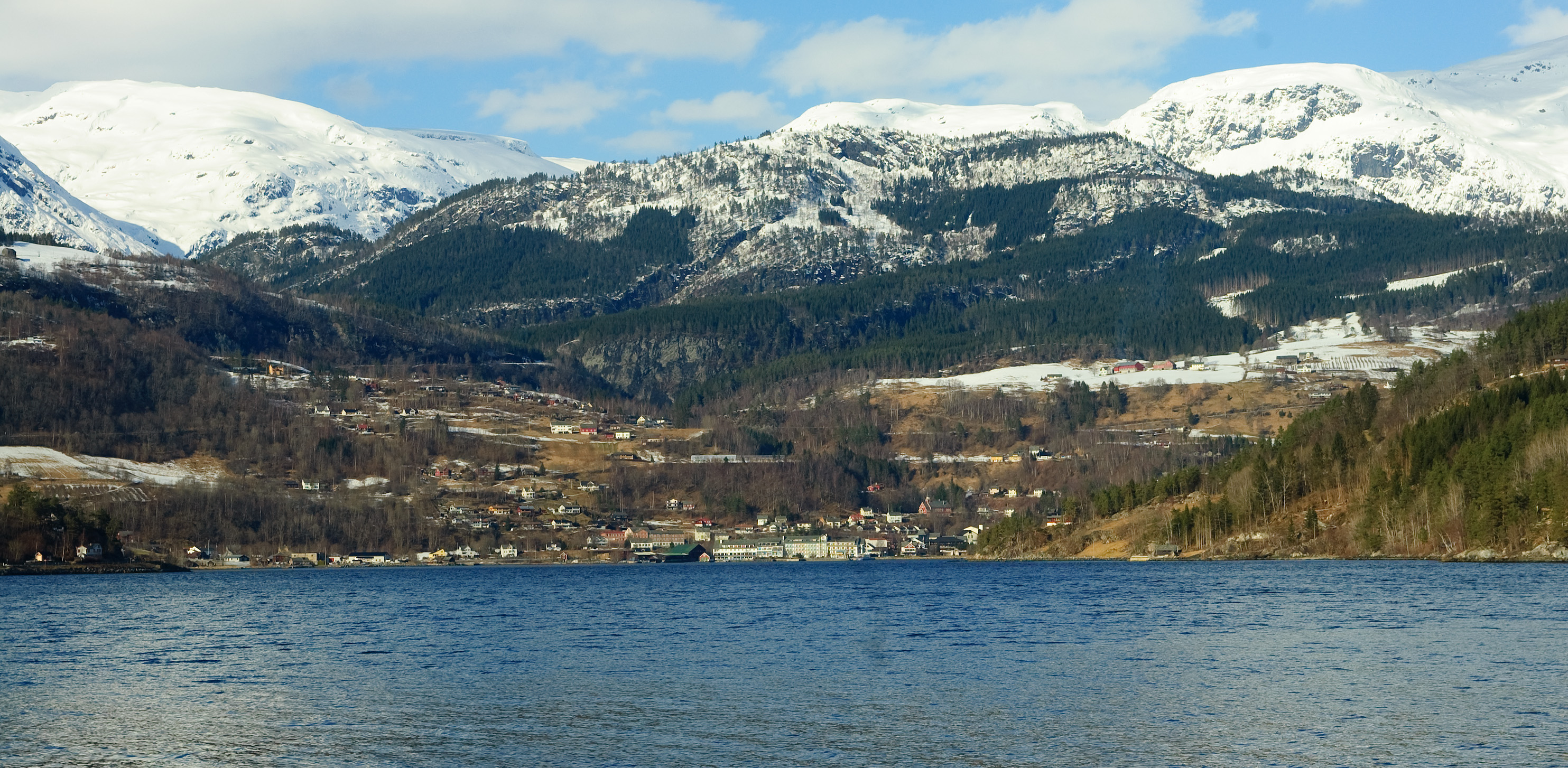
Der Ort Ulvik, März 2009

Das administrative Zentrum befindet sich im Ort Ulvik am Ulvikfjord. Dort gibt es mehrere Hotels, Pensionen, ein Kino und mehrere Läden.
Die Kommune ist bekannt für ihre Holzwaren- und Möbelindustrie. Die Landwirtschaft ist durch den Anbau von Obst- und Beerenfrüchten und die Schafzucht geprägt.

## Geschichte

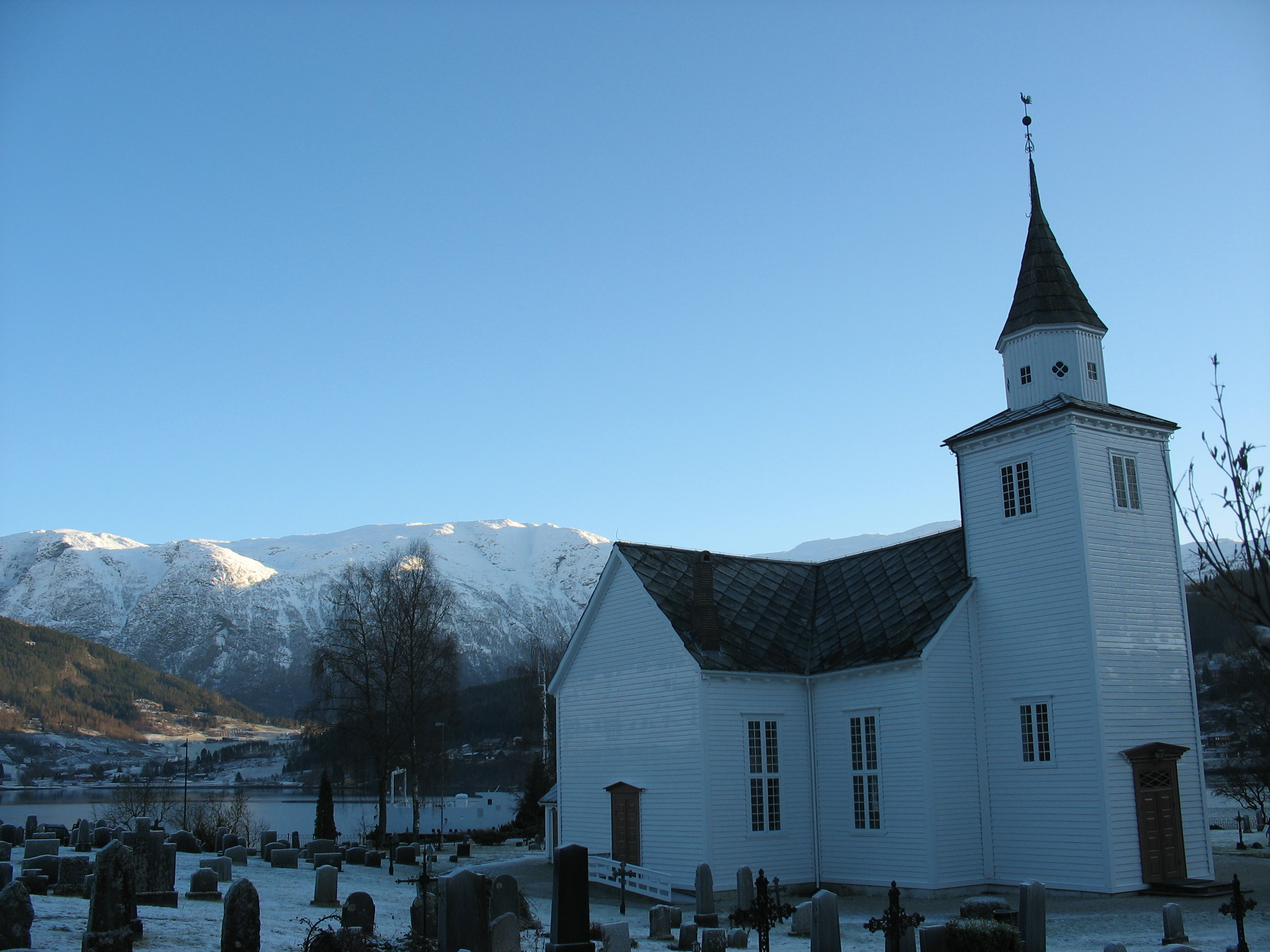
Kirche von Ulvik

Das Dorfzentrum von Ulvik, Brakanes Hotel (60° 34′ N, 6° 55′ O), wurde am 25. April 1940 von deutschen Invasionstruppen vollkommen zerstört. Das Minensuchboot M 1, unter Kapitänleutnant Hans Bartels, und die 1. Schnellbootsflottille, unter Kapitänleutnant Carl-Heinz Birnbacher, brachten Heerestruppen den Hardangerfjord und Eidfjord hinauf und erreichten am 25. April Ulvik. Kurz nachdem die Truppen dort an Land gegangen waren, kamen sie unter Feuer norwegischer Soldaten. Dabei gab es auf den S-Booten einen Toten und 12 Verwundete. Daraufhin ließ Bartels zur Vergeltung das Feuer auf den Ort eröffnen. Was durch den Artilleriebeschuss nicht zerstört wurde, wurde in Brand gesteckt. 56 Häuser wurden zerstört und nur die Kirche, 1859 erbaut, wurde verschont. Die Bewohner wurden ausgewiesen und durften erst Monate später zurückkehren.

## Verkehr
Die Fahrzeit von Ulvik nach Bergen beträgt zirka 2 Stunden. Der nächstgelegene Flughafen ist Bergen Flesland Airport. Die Reichsstraßen Riksvei 7 und Riksvei 13 gehen durch Ulvik. Die Bergenbahn durchquert das Gebiet von Ulvik und hat mit der Bahnstation Finse die höchstgelegene Bahnstation Nordeuropas.

## Persönlichkeiten
- Olav H. Hauge (1908–1994), Lyriker und Übersetzer.
- Knut Hjeltnes (1952–2024), Diskuswerfer und Kugelstoßer